# Ajei
Ajei (ou Adjei, Djei) est un village du Cameroun situé dans l’arrondissement d’Andek-Ngie, dans le département de Momo et dans la Région du Nord-Ouest.

## Emplacement
Le village d’Ajei est localisé à 5° 56' 29 N et 9° 52' 0 E. Il est situé à environ 31 km de Bamenda, le chef-lieu de la Région du Nord-Ouest et à environ 294 km de Yaoundé, la capitale du Cameroun.

## Population
Lors du recensement de 2005, on a dénombré 664 habitants à Ajei, dont 292 hommes et 372 femmes.

## Établissement scolaire
Entre autres, l’établissement scolaire publique GSS Ajei, du sous-système anglophone, dispense un enseignement secondaire général de 1er cycle (classes de I à IV).